# SingStar (serie)
Este artículo trata la serie de juegos SingStar. Para la primera versión de todas en PlayStation 2, ver SingStar. Para ver la versión de PS3, SingStar PS3
SingStar es una serie de juegos de karaoke para el sistema de entretenimiento PlayStation 2 y recientemente también para PlayStation 3, publicado por Sony Computer Entertainment Europe y desarrollado por SCEE y London Studio. 
Los juegos SingStar son distribuidos en DVD o juego solamente, o acompañado de un par de micrófonos -uno rojo y otro azul- más un convertidor USB. Además de los micrófonos con convertidor USB, desde junio de 2009, están disponibles unos nuevos micrófonos inalámbricos (sin cables). Estos micrófonos son imprescindibles para poder jugar. Los juegos también son compatibles con la cámara EyeToy para PS2 y el PlayStation Eye de PS3, que permite a los jugadores visualizarse en pantalla cantando. Además también si quieren, podrán grabar sus videos de actuaciones en una Memory Card junto a las mejores puntuaciones.
Los juegos están localizados nacionalmente según el país donde son lanzados para adaptarlos a un contenido más conocido en el territorio, cambiando varias de las canciones de la lista original o incluso en algunos países, con cambios de nombre, como por ejemplo SingStar Pop que en Alemania es conocido como SingStar - The Dome y todas las canciones son alemanas, mientras que en Suecia es llamado SingStar - Svenska Hits y contiene todo canciones suecas.
El juego es originario de Europa; concretamente de Inglaterra, y es por ello que todos los títulos se lanzaban tan solo en Europa y Oceanía desde el 2004. En 2007, tiene lugar la aparición de los recientes títulos SingStar en los Estados Unidos. Hasta entonces, en el continente americano era más popular el Karaoke Revolution, desarrollado por Konami y que utiliza covers de las canciones a diferencia de SingStar.

## El Juego

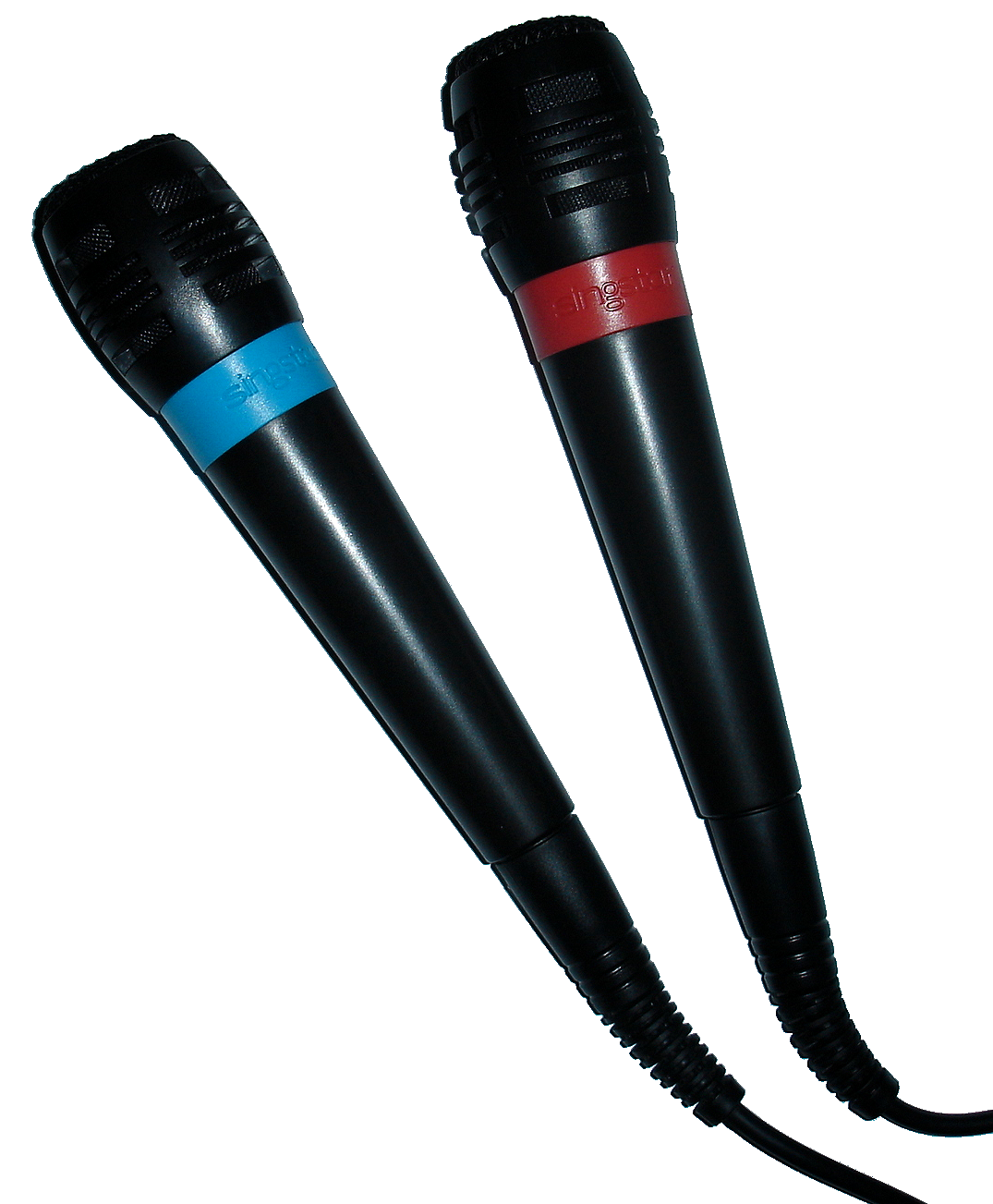
Micrófonos SingStar. Van enchufados al convertidor USB que es con el que se conectan al sistema PlayStation 2.

La saga SingStar es una saga conocida de juegos de karaoke en el que los jugadores cantan canciones para ganar puntos. Los jugadores interactúan con la consola cantando a través de los micrófonos USB o inalámbricos, propios de SingStar (exclusivos para su uso con el software SingStar) mientras en la pantalla se muestra el vídeo de la canción. Las letras de las canciones son mostradas a la vez y sincronizadamente con la canción, en la parte inferior de la pantalla. El objetivo del juego es cantar una canción, lo más parecido a la original en cuanto a tono y melodía para ganar más puntos. Dependiendo de lo mucho o poco que afinemos, ganaremos más o menos puntos respectivamente. Lo máximo que se pueden ganar son 10 000 puntos y el mínimo 0. Según una cantidad de puntos u otra, el juego nos adjudicará un veredicto: 
| Puntuaciones en SingStar |               |
| 0000 / 2010              | Sin Oído      |
| 2010 / 4010              | Aficionado    |
| 4010 / 5010              | Aspirante     |
| 5010 / 6010              | Promesa       |
| 6010 / 7510              | Prometes      |
| 7510 / 8510              | Artista       |
| 8510 / 9010              | Superestrella |
| 9010 / 10000             | SingStar      |

- En SingStar '80s, si consigues entre 9010 / 10000, en lugar de SingStar, serás Totally SingStar

Todos los SingStar suelen contener 30 canciones, que es el número máximo de canciones que la capacidad de un DVD, medio donde se distribuye, puede abarcar. Existen algunas excepciones en versiones como SingStar Anthems, SingStar top.it, SingStar Pop Hits 2 o SingStar Latino en su versión portuguesa donde la lista de canciones está compuesta por 20 en lugar de 30 canciones. Todavía existe un par de excepciones más: Una para España. Se trata de SingStar Operación Triunfo que se compone tan solo de 25 canciones siendo la única versión con esta estructura. Otra para Noruega con SingStar Norsk På Norsk que se compone tan sólo de 24 canciones de 6 artistas diferentes.
Para facilitar el cambio entre una lista de canciones u otra, SingStar nos permite, excepto en la primera versión, extraer el disco que introducimos (referido como Disco Maestro) para introducir otro título SingStar sin necesidad de reiniciar la consola. Esto es útil, porque al cambiar de disco, la funcionalidad y la apariencia del disco maestro (primer disco introducido) permanecen, cambiando nada más que la lista de canciones, permitiendo mejorar la experiencia de juego en versiones como la primera de todas.
Al contrario que cualquier otro tipo de Karaoke, en el que las canciones suenan sin voz del cantante original, SingStar (a excepción de la primera versión) reproduce las canciones sin alterar, permaneciendo la voz original del cantante. Nuestra voz también sonará en la televisión mientras cantamos, aunque podemos modular el volumen de la voz local a través de los botones L1 (subir) y L2 (bajar). 

### Modos de Juego
Los modos de juego en SingStar son iguales para todas las versiones desde SingStar Party. Se diferencian de los modos incluidos en la primera versión de SingStar en que contiene un modo para un solo jugador en el que hay que superar pruebas para avanzar en lugar del modo Pasa el Micro:
- Conviértete en una Estrella: Solo en la primera entrega de SingStar, nos permite ir pasando una serie de retos para convertirnos en una Superestrella. Algo así como Operación Triunfo pero sin academia.
- Cantar Solo - Modo para que un solo jugador cante.
- Dueto - Dueto para 2 jugadores, en el que al final de la canción, sumarán sus puntuaciones.
- Batalla - Modo para 2 jugadores en el que competirán por la mejor puntuación. A veces también con algunas canciones en dueto, solo que sin sumar sus puntuaciones.
- Pasa el Micro - Modo multijugador (hasta 8 jugadores) y por equipos especial para fiestas. Consiste en un grupo de 7 rondas todas diferentes. En cada una, la prueba a pasar será diferente y el juego elegirá qué cantantes de cada equipo deberán batirse por conseguir los puntos de la ronda.
- Estilo Libre - No hay barras, no hay tonos. Tan sólo canta, esto es estilo libre...

Solo en la primera versión de SingStar es posible jugar al modo "Conviertete en una Estrella". Este modo fue abandonado en favor de los modos multijugador en las siguientes versiones. 
Todas las versiones de SingStar, excepto la primera entrega, miden el tono de un jugador y no lo comparan con la voz original, esto quiere decir, que se puede cantar en cualquier octava más alta o más baja y aun así se pueden conseguir puntos. Esto está preparado para aquellos jugadores que no son capaces de cantar en un registro tan alto o tan bajo como la grabación original. Además, incluye filtros de voz que pueden ser usados en el modo Playback para distorsionar o realzar la voz grabada durante la canción.
En SingStar se puede jugar a 3 niveles distintos de dificultad -fácil, medio y difícil-. Cuanto más alto es el nivel del juego, menos podremos desafinar del tono original.

## Lanzamientos
La saga SingStar ha sido poco a poco completada hasta tener un total de 14 versiones diferentes solo para PlayStation 2. Recientemente, ha sido publicada la 2ª versión para PS3 así como "High School Musical: Canta con ellos", un juego de Disney para PS2 que utiliza la tecnología de captación de tono de voz de SingStar. 
Esta lista muestra, en orden de lanzamiento, todas las versiones lanzadas en España. Además, muestra la fecha de Reino Unido, que corresponde con el lanzamiento de la versión internacional. También se encuentran las fechas de Estados Unidos, cuales lanzamientos son relativamente recientes:
| Plataforma                     | Título                                  | Fecha de lanzamiento     | Fecha de lanzamiento     | Fecha de lanzamiento     |
| Plataforma                     | Título                                  | España                   | Reino Unido              | Estados Unidos           |
| ------------------------------ | --------------------------------------- | ------------------------ | ------------------------ | ------------------------ |
| Lista de lanzamientos SingStar |                                         |                          |                          |                          |
| PS2                            | SingStar                                | 9 de junio de 2004       | 21 de mayo de 2004       |                          |
| PS2                            | SingStar Party                          | 24 de noviembre de 2004  | 19 de noviembre de 2004  |                          |
| PS2                            | SingStar Pop                            | 18 de mayo de 2005       | 13 de mayo de 2005       | 3 de abril de 2007       |
| PS2                            | SingStar '80s                           | 9 de noviembre de 2005   | 4 de noviembre de 2005   | 18 de septiembre de 2007 |
| PS2                            | SingStar Rocks!                         | 16 de junio de 2006      | 13 de abril de 2006      | 14 de noviembre de 2006  |
| PS2                            | SingStar Legends                        | 25 de octubre de 2006    | 27 de octubre de 2006    | 28 de octubre de 2008    |
| PS2                            | SingStar La Edad de Oro del Pop Español | 15 de noviembre de 2006  |                          |                          |
| PS2                            | SingStar Pop Hits 40 Principales        | 13 de junio de 2007      | 27 de abril de 2007      |                          |
| PS2                            | SingStar '90s                           | 26 de septiembre de 2007 | 3 de agosto de 2007      | 19 de marzo de 2008      |
| PS2                            | SingStar Rock Ballads                   | 26 de septiembre de 2007 | 26 de septiembre de 2007 |                          |
| PS2                            | SingStar R&B                            | 24 de octubre de 2007    | 26 de octubre de 2007    |                          |
| PS2                            | SingStar Latino                         | 21 de noviembre de 2007  |                          |                          |
| PS2                            | SingStar Summer Party                   | 30 de abril de 2008      | 25 de abril de 2008      |                          |
| PS2                            | SingStar Operación Triunfo              | 18 de junio de 2008      |                          |                          |
| PS2                            | SingStar Canciones Disney               | 5 de noviembre de 2008   | 7 de noviembre de 2008   |                          |
| PS2                            | SingStar ABBA                           | 19 de noviembre de 2008  | 14 de noviembre de 2008  | Diciembre de 2008        |
| PS2                            | SingStar Clásicos                       | 4 de diciembre de 2008   |                          |                          |
| PS2                            | SingStar Queen                          | 18 de marzo de 2009      | 17 de marzo de 2009      | 17 de marzo de 2009      |
| PS2                            | SingStar Pop 2009                       | 18 de junio de 2009      | 18 de junio de 2009      | 18 de junio de 2009      |
| PS2                            | SingStar Motown                         | 17 de septiembre de 2009 | 18 de septiembre de 2009 |                          |
| PS2                            | SingStar Mecano                         | 19 de noviembre de 2009  |                          |                          |
| PS2                            | SingStar Miliki                         | 26 de noviembre de 2009  |                          |                          |
| PS2                            | SingStar Patito Feo                     | 25 de noviembre de 2010  |                          |                          |
| PS3                            | SingStar                                | 12 de diciembre de 2007  | 7 de diciembre de 2007   | 20 de mayo de 2008       |
| PS3                            | SingStar Vol. 2                         | 18 de junio de 2008      | 20 de junio de 2008      | Octubre de 2008          |
| PS3                            | SingStar Vol. 3                         | 19 de noviembre de 2008  | 14 de noviembre de 2008  |                          |
| PS3                            | SingStar ABBA                           | 19 de noviembre de 2008  | 14 de noviembre de 2008  | Diciembre de 2008        |
| PS3                            | SingStar Queen                          | 18 de marzo de 2009      | 17 de marzo de 2009      | 17 de marzo de 2009      |
| PS3                            | SingStar Pop 2009                       | 18 de junio de 2009      | 22 de abril de 2009      |                          |
| PS3                            | SingStar Motown                         | 17 de septiembre de 2009 | 18 de septiembre de 2009 |                          |
| PS3                            | SingStar Mecano                         | 19 de noviembre de 2009  |                          |                          |
| PS3                            | SingStar Dance                          | 11 de noviembre de 2010  | 11 de noviembre de 2010  |                          |
| PS3                            | SingStar Guitar                         | 11 de noviembre de 2010  | 11 de septiembre de 2010 |                          |
| PS3                            | SingStar Patito Feo                     | 25 de noviembre de 2010  |                          |                          |
| PS3                            | SingStar Grandes Éxitos                 | 18 de noviembre de 2011  |                          |                          |

## Otros SingStar
La franquicia SingStar dispone de un catálogo extensísimo superior a los 1300 temas, incluyendo las distintas localizaciones que se han hecho de cada una de sus versiones en países como Francia, Alemania, Italia, Dinamarca, Noruega, Suecia, Finlandia, Estados Unidos o Australia (algunas con cambio de nombre incluido), así como ediciones exclusivas en estos países. 
- Versiones exclusivas:

| SingStar La Edad de Oro del Pop Español | SingStar Mecano |
| SingStar Latino                         |                 |
| SingStar Operación Triunfo              |                 |
| SingStar Clásicos                       |                 |
| SingStar Mecano                         |                 |
| SingStar Miliki                         |                 |

| Estados Unidos      | Estados Unidos  | Estados Unidos |
| PlayStation 2       | PlayStation 3   |                |
| ------------------- | --------------- | -------------- |
| SingStar Amped      | SingStar Latino |                |
| SingStar Country    |                 |                |
| SingStar Pop Vol. 2 |                 |                |
| SingStar Latino     |                 |                |

| Suecia                         | Suecia                    | Suecia |
| PlayStation 2                  | PlayStation 3             |        |
| ------------------------------ | ------------------------- | ------ |
| SingStar Svenska Hits Schlager | SingStar Svenska Stjärnor |        |
| SingStar Boybands VS Girlbands | SingStar Take That        |        |
| SingStar Svenska Stjärnor      |                           |        |
| SingStar Take That             |                           |        |
| SingStar Kent                  |                           |        |

| SingStar Amped                   | SingStar Take That       |
| SingStar Anthems                 | SingStar Mallorca Party  |
| SingStar Après-Ski Party         | SingStar Made in Germany |
| SingStar Deutsch Rock-Pop        | SingStar Chartbreaker    |
| SingStar Die Toten Hosen         | Singstar Pop Edition     |
| SingStar Deutsch Rock-Pop Vol. 2 | Singstar Fussballhits    |
| SingStar Boybands VS Girlbands   |                          |
| SingStar Hottest Hits            |                          |
| SingStar Turkish Party           |                          |
| SingStar Schlager                |                          |
| SingStar Take That               |                          |
| SingStar Mallorca Party          |                          |
| SingStar Made in Germany         |                          |
| SingStar Chartbreaker            |                          |
| SingStar Die großen Solokünstler |                          |

| SingStar Amped                 | SingStar Take That |
| SingStar Anthems               |                    |
| SingStar Bollywood             |                    |
| SingStar Boybands VS Girlbands |                    |
| SingStar Take That             |                    |

| SingStar Amped                 | SingStar Take That |
| SingStar Anthems               |                    |
| SingStar Hottest Hits          |                    |
| SingStar Boybands VS Girlbands |                    |
| SingStar Take That             |                    |
| SingStar Chart Hits            |                    |

| SingStar ESKA Hity na Czasie | SingStar Polskie Hity |
| SingStar Polskie Hity        |                       |
| SingStar Polskie Hity 2      |                       |
| SingStar Wakacyjna Impreza   |                       |
| SingStar Take That           |                       |

| Finlandia                      | Finlandia          | Finlandia |
| PlayStation 2                  | PlayStation 3      |           |
| ------------------------------ | ------------------ | --------- |
| SingStar Anthems               | SingStar Suomi Pop |           |
| SingStar Suomi Rock            | SingStar Take That |           |
| SingStar Hottest Hits          |                    |           |
| SingStar Boybands VS Girlbands |                    |           |

| SingStar Anthems               | SingStar Take That |
| SingStar Boybands VS Girlbands |                    |
| SingStar Turkish Party         |                    |
| SingStar Studio 100            |                    |
| SingStar Take That             |                    |

| SingStar Anthems               | SingStar Take That |
| SingStar Boybands VS Girlbands |                    |
| SingStar Take That             |                    |
| SingStar Store Drømme          |                    |
| SingStar Take That             |                    |

| Francia / Bélgica (Francesa) / Luxemburgo (Francés) / Suiza (Francesa) | Francia / Bélgica (Francesa) / Luxemburgo (Francés) / Suiza (Francesa) | Francia / Bélgica (Francesa) / Luxemburgo (Francés) / Suiza (Francesa) |
| PlayStation 2                                                          | PlayStation 3                                                          |                                                                        |
| ---------------------------------------------------------------------- | ---------------------------------------------------------------------- | ---------------------------------------------------------------------- |
| SingStar Pop Hits 2                                                    | SingStar Hits                                                          |                                                                        |
| SingStar Pop Hits 3                                                    | SingStar Hits 2                                                        |                                                                        |
| SingStar Pop Hits 4                                                    | SingStar Take That                                                     |                                                                        |
| SingStar Boybands VS Girlbands                                         |                                                                        |                                                                        |
| SingStar Take That                                                     |                                                                        |                                                                        |

| Portugal                       | Portugal                     | Portugal |
| PlayStation 2                  | PlayStation 3                |          |
| ------------------------------ | ---------------------------- | -------- |
| SingStar Latino                | SingStar Morangos Com Açúcar |          |
| SingStar Boybands VS Girlbands | SingStar Take That           |          |
| SingStar Hottest Hits          |                              |          |
| SingStar Morangos Com Açúcar   |                              |          |
| SingStar Take That             |                              |          |

| SingStar top.it                | SingStar Vasco     |
| SingStar Italian Party         | SingStar Take That |
| SingStar Italian Party 2       |                    |
| SingStar Boybands VS Girlbands |                    |
| SingStar Italian Greatest Hits |                    |
| SingStar Vasco                 |                    |
| SingStar Take That             |                    |

| SingStar Anthems               | SingStar Take That |
| SingStar Norsk På Norsk        |                    |
| SingStar Svenska Hits Schlager |                    |
| SingStar Boybands VS Girlbands |                    |
| SingStar Hottest Hits          |                    |
| SingStar Take That             |                    |

| Rusia                | Rusia         | Rusia |
| PlayStation 2        | PlayStation 3 |       |
| -------------------- | ------------- | ----- |
| SingStar Русский Хит |               |       |

- Cambios de nombre:

- SingStar Party: SingStar NRJ Tour (Francia - solo en 2004 y 2005)
- SingStar Pop: SingStar Popworld (Inglaterra), SingStar The Dome (Alemania), SingStar Radio 105 (Italia y Suiza Italiana), SingStar Svenska Hits (Suecia), Singstar Norska Hits (Noruega)
- SingStar Rocks!: SingStar Rocks! TMF (Holanda y Luxemburgo Holandés)
- SingStar Legends: SingStar Legendat (Finlandia)
- SingStar Pop Hits: SingStar Pop Hits 40 Principales (España)
- SingStar Summer Party: SingStar Party Hits (Australia / Nueva Zelanda)
- SingStar Amped: SingStar Suomi Rock (Finlandia)

### Otros juegos con tecnología SingStar
- High School Musical. Canta Con Ellos
- Boogie
- Sing It
- Sing It: High School Musical
- Sing It: Pop Hits
- Diney Sing It: Éxitos de Película
- Rock Revolution
- Karaoke Revolution
- La Voz 2 y 3
- Los 40 Principales Vol1 y Vol2

Estos juegos requieren también los micrófonos SingStar para poder utilizarlos, además que el sistema de juego es igual o basado en el propio SingStar.

## Cierre de los Servidores
En la página oficial de PlayStation, en los juegos de la Saga aparece el siguiente aviso:  "A partir de las 23:59 h, tiempo medio de Greenwich, del 31 de enero de 2020, los servidores de SingStore se cerrarán. Todas las funcionalidades online, las funciones de red y las descargas de música digital quedarán desactivadas al instante. Podrás seguir jugando y disfrutando de estos títulos en modo offline".

## Alternativas
Aunque no se trata de SingStar original, ni mucho menos de su versión para PC, es un programa muy similar, con licencia libre. Se trata de Ultrastar, que imita bastante bien la apariencia (dependiendo del skin) y tecnología de SingStar. Los usuarios y jugadores de Ultrastar disponen de un catálogo libre de canciones, ya que es el propio público quien las edita. Existen tutoriales y otras guías para aprender y poder afinar tus canciones favoritas para posteriormente jugarlas, aunque trae consigo alguna dificultad.
- Ultrastar
- Ultrastar Deluxe
- Ultrastar para Linux
- UltraStar España Comunidad de Ultrastar en España

- Datos: Q1502333
- Multimedia: SingStar / Q1502333